# Raymond Barre
Raymond Barre (12. dubna 1924 Saint-Denis, Réunion – 25. srpna 2007 Paříž) byl francouzský politik, ministerský předseda v letech 1976–1981, evropský komisař pro ekonomiku a finance 1967–1973 a starosta Lyonu 1995–2001.

## Počátky politické kariéry
Barre se narodil na Réunionu ve francouzské římsko-katolické rodině. Od roku 1946 žil ve Francii. V Paříži vystudoval Institut politických studií (Institut d'Etudes Politiques de Paris). V letech 1951–1954 vyučoval v Tunisu, poté se stal profesorem Univerzity v Caen (1954–1963). V této době mu vyšla kniha Politická ekonomie. Záhy se profiloval v pravém středu politického spektra.
V letech 1959–1962 byl ředitelem oddělení na ministerstvu průmyslu a obchodu. V roce 1967 ho prezident Charles de Gaulle vybral do funkce místopředsedy Evropské komise pro ekonomiku a finance. Jako evropský komisař působil v Bruselu do roku 1973. Počátkem roku 1976 byl Barre pověřen řízením ministerstva zahraničního obchodu.

## Raymond Barre jako premiér
26. srpna 1976 byl jmenován francouzským prezidentem Valéry Giscard d'Estaingem vedením nové vlády a zároveň ministrem hospodářství a financí. Veřejnosti ho představil jako „nejlepšího ekonoma Francie“. Barre pak byl dosud jediným ministerským předsedou, který vedl dvě po sobě následující vlády. V roce 1981 pustil sice úřad ministra hospodářství, ale vládu vedl až do prezidentských voleb 1981.
Počátky jeho úřadu jsou spojeny rozpory mezi stranou Giscardovců a neogaullisty (RPR) vedenými J. Chirakem, které rozdělovaly většinu ve francouzském parlamentu. Vítězství francouzské pravice ve volbách roku 1978 bylo proto poněkud překvapivé. Barre zároveň čelil ekonomické krizi. Hájil restriktivní politiku snižování inflace a veřejných výdajů a průmyslové restrukturalizace, omezil především těžební a hutní průmysl. V konfrontaci s odbory nepoužíval diplomatického jazyka a jejich vůdce vyzýval, aby od nadávek přešli k tvrdé práci.
Nepopulární politika přinesla Barremu mezi Francouzi málo sympatií, po svém neopatrném výroku k bombovému útoku v pařížské synagóze r. 1980 byl navíc obviněn z antisemitismu.

## Další kariéra
Po skončení ve vrcholné funkci byl Barre zvolen poslancem parlamentu v départementu Rhône za Unii pro francouzskou demokracii (UDF). Setrval zde až do roku 2002. V osmdesátých letech soupeřil o vůdcovství ve francouzské pravici s Jacquesem Chirakem. V roce 1986 po všeobecných volbách přenechal Chirakovi sestavení nové vlády a sám neúspěšně kandidoval za UDF na úřad francouzského prezidenta v roce 1988 proti Jacquesi Chirakovi a Françoisi Mitterrandovi. V letech 1995–2001 byl starostou Lyonu.
Barre byl zřejmě jediným francouzským politikem, který dosáhl tak vysokého úřadu, aniž by stál v čele některé politické strany. Zemřel 25. srpna 2007 ve věku 83 let v pařížské vojenské nemocnici Val-de-Graaace, kam byl převezen po problémech se srdcem z nemocnice v Monaku 11. dubna 2007. Raymond Barre měl s manželkou Evou, jež byla maďarského původu, dva syny – Oliviera a Nicholase, rád poslouchal Mozartovu hudbu a díval se na westerny.